# Národní knihovna Kosova
Národní knihovna Kosova (albánsky Biblioteka Kombëtare e Kosovës, srbsky Народна библиотека Косова/Narodna biblioteka Kosov) se nachází v Prištině, hlavním městě Kosova, a to na ulici Hasana Prishtiny. Představuje hlavní instituci svého typu v zemi. Shromažďuje téměř 1 900 000 dokumentů. Sídlí v budově, která byla postavena ve stylu jugoslávského brutalismu.

## Poloha

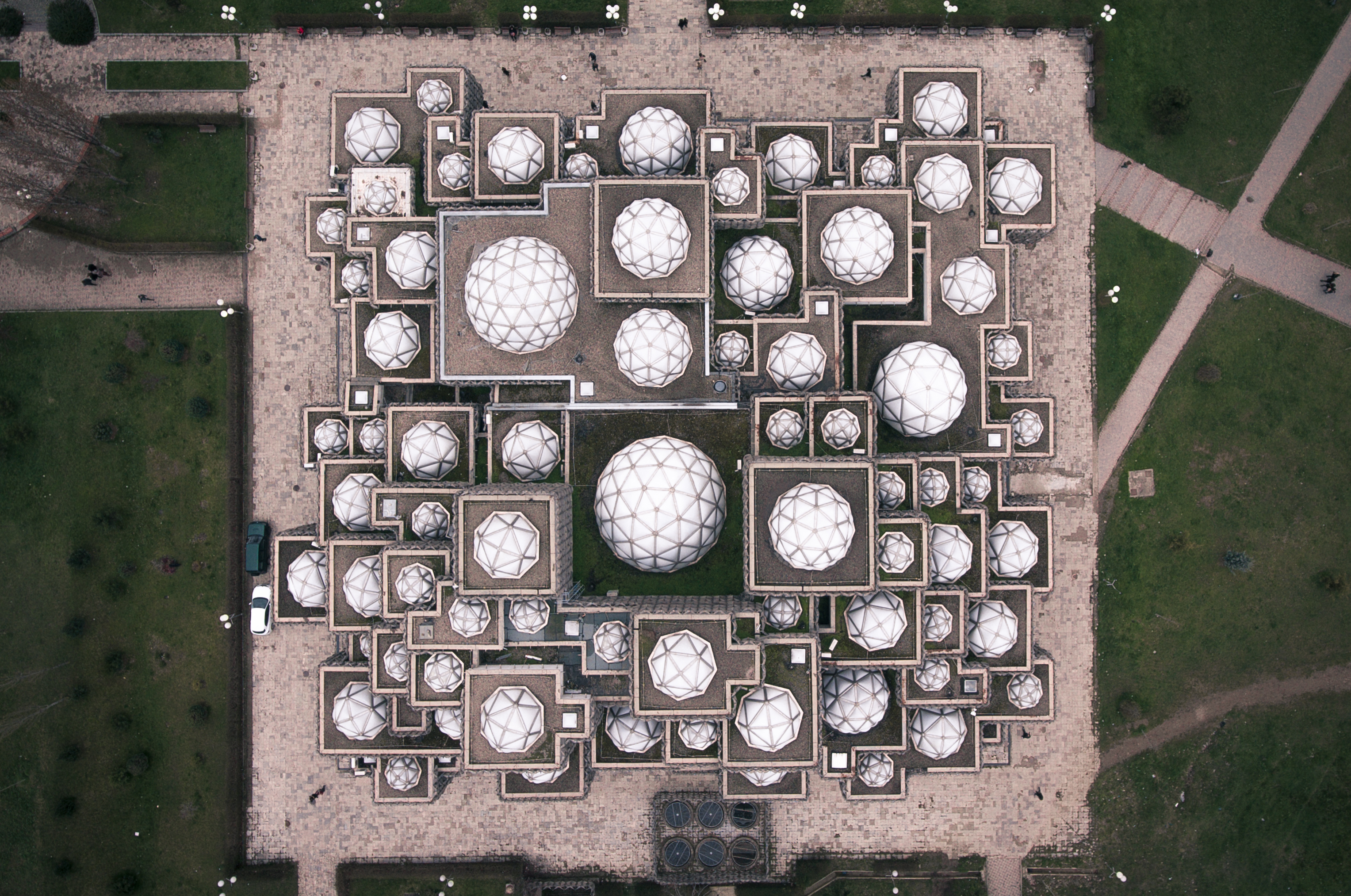
Letecký pohled na střechu knihovny

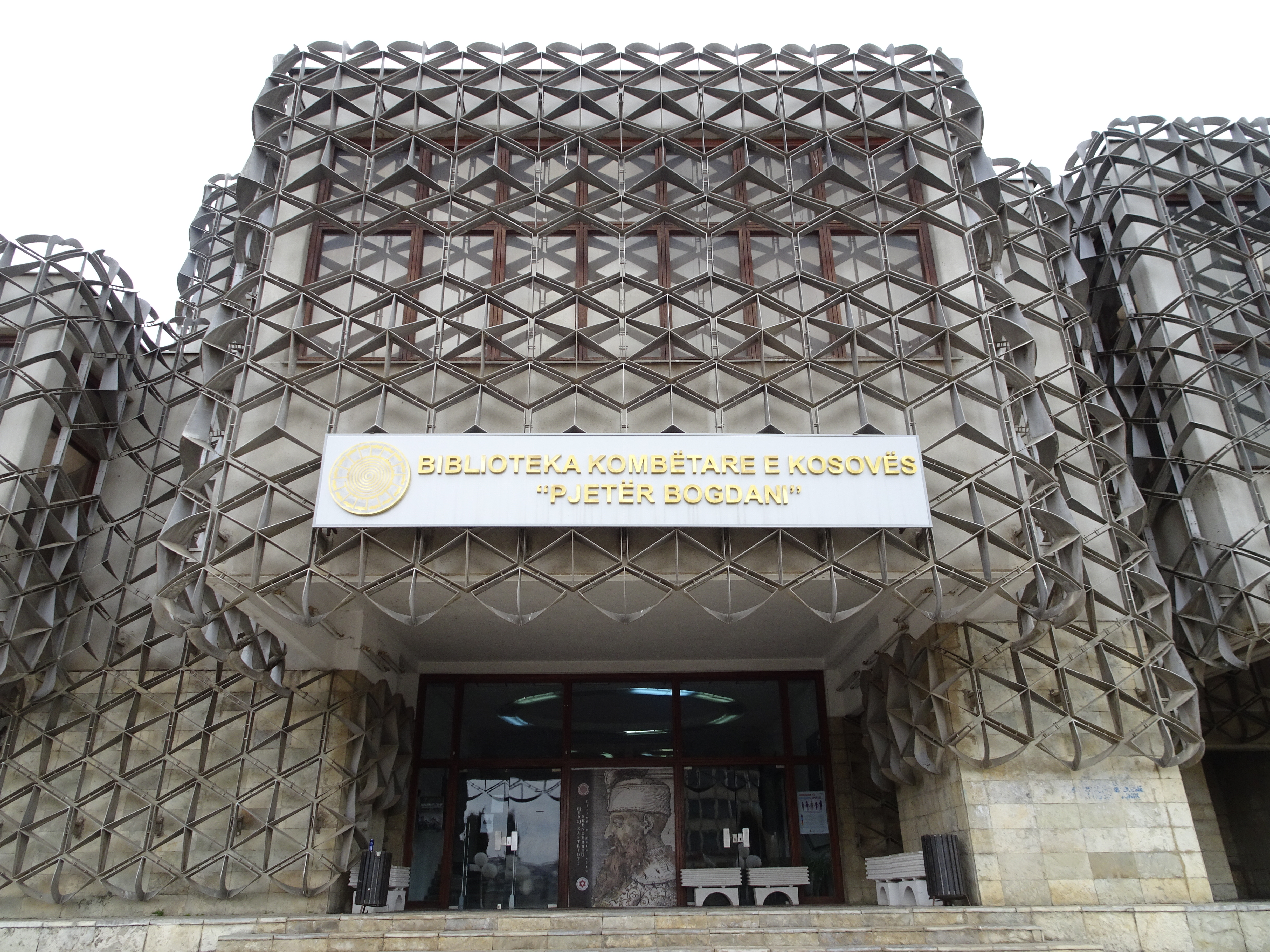
Vchod do budovy knihovny

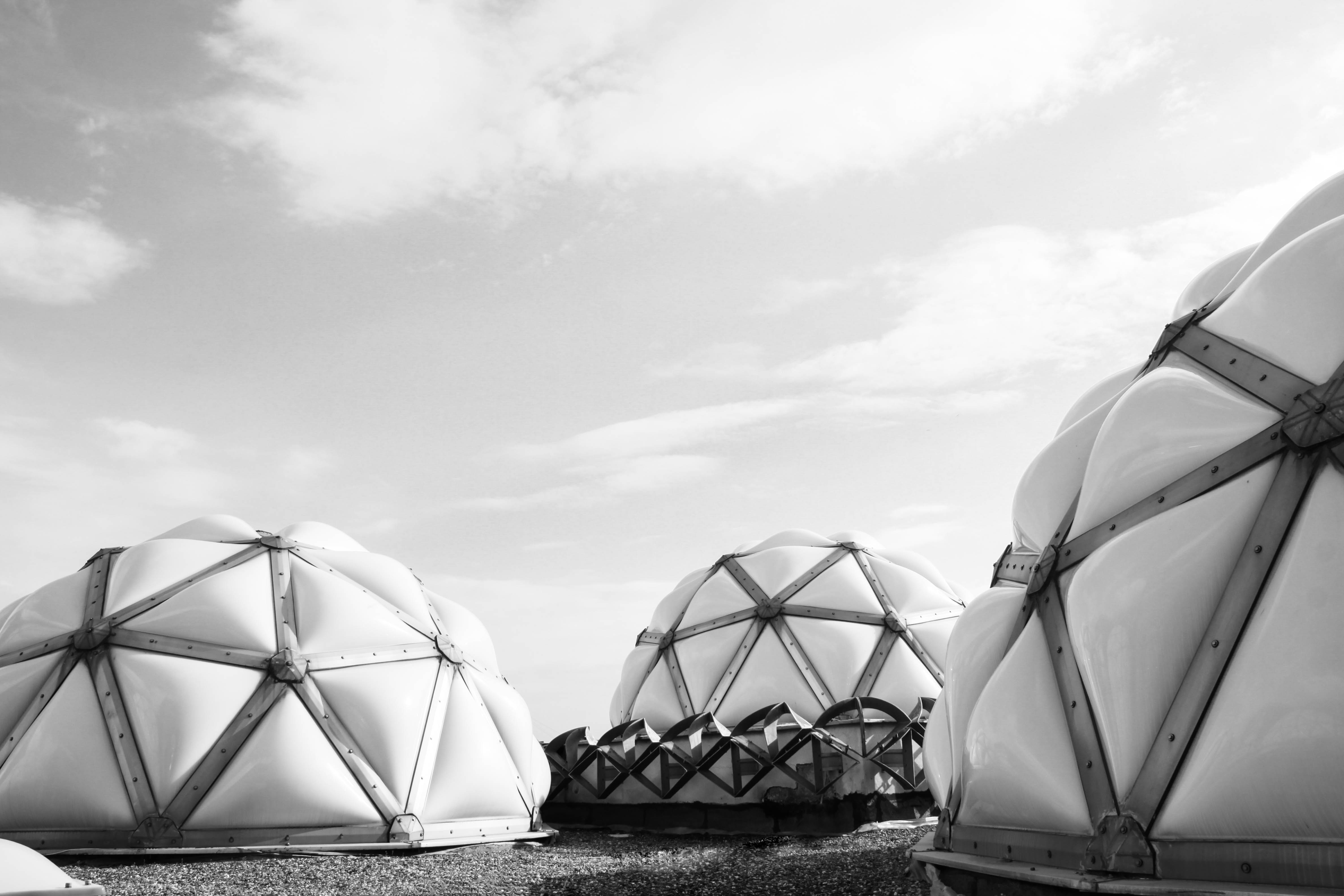
Kopule budovy

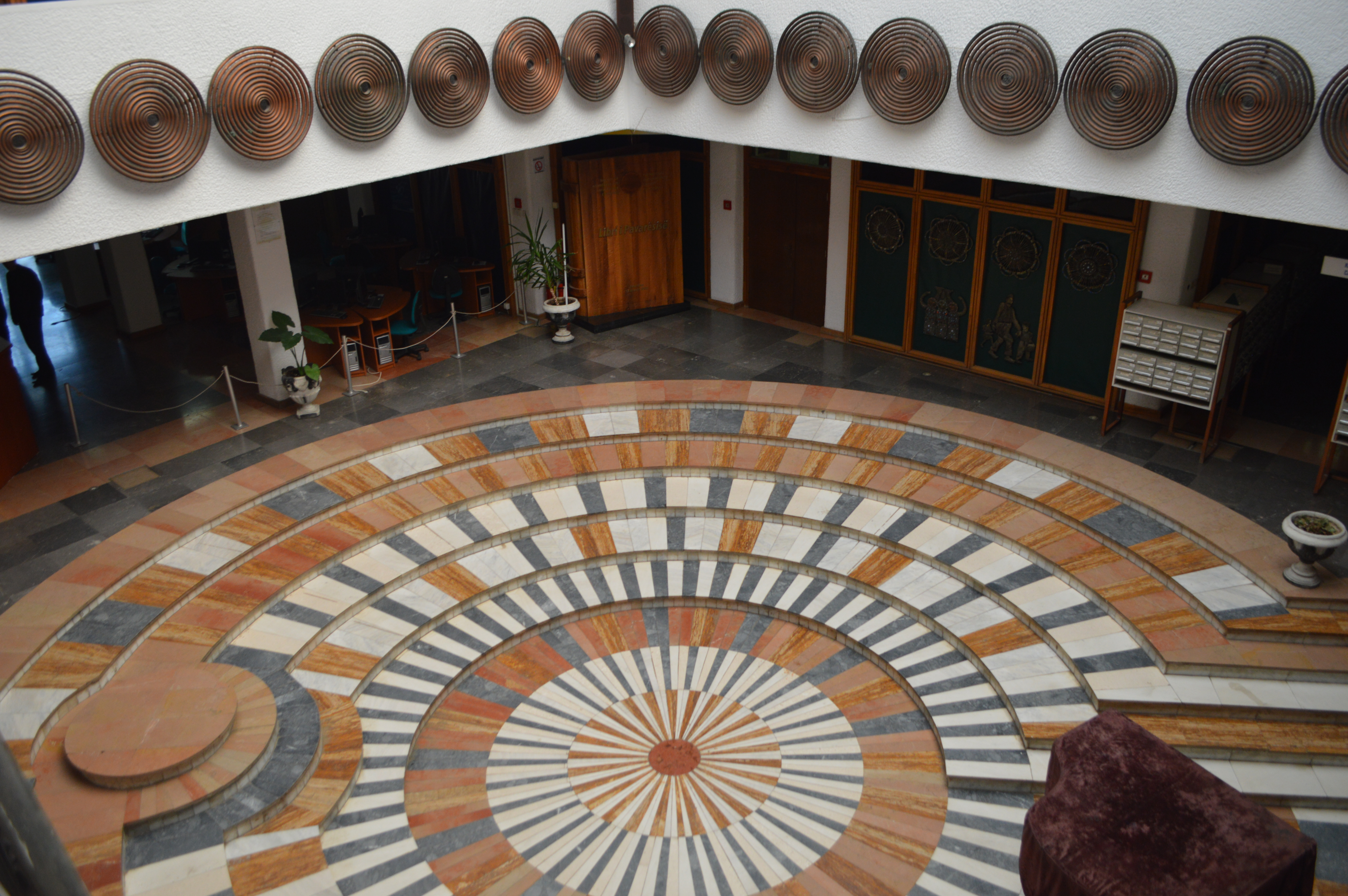
Hlavní sál

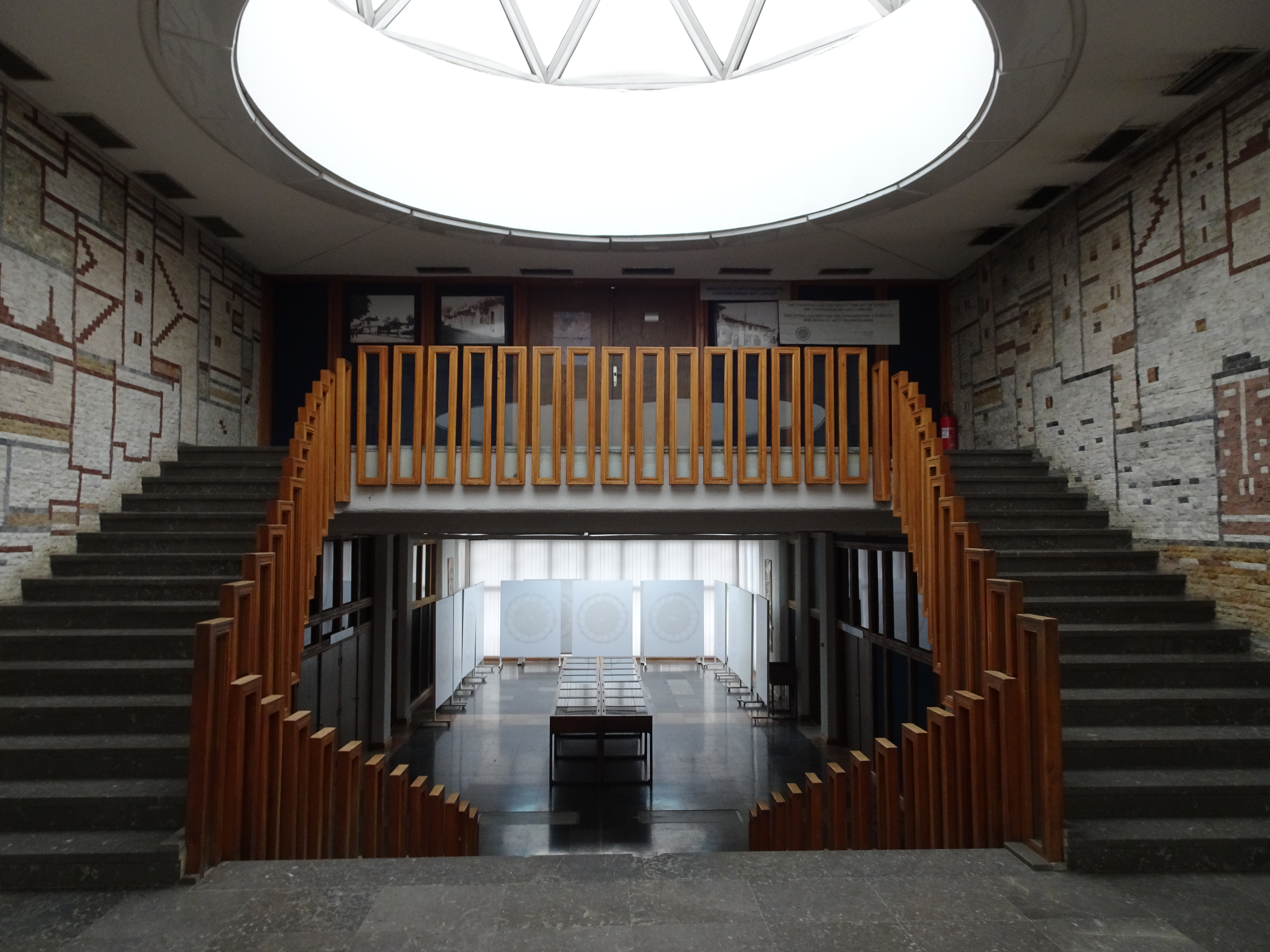
Schodiště.

Knihovna se měla nacházet v centrální části rozsáhlého univerzitního kampusu, který však podle původního projektu Bashkima Fehmiu nebyl nikdy realizován, a tak je obklopena otevřeným prostorem. 

## Historie instituce a budovy
Sama instituce kosovské národní (resp. regionální/oblastní) knihovny vznikla z rozhodnutí skupštiny Kosova v roce 1944 v Prizrenu, a od roku 1946 sídlí v Prištině. Sloužila především pro distribuci knih, které byly vydávány na území centrálního Srbska.
V roce 1952 byla původní knihovna uzavřena a její fondy si přivlastnila bývalá Knihovna Miladina Popoviće. V roce 1956 byla znovu zřízena, tentokrát v budově za současnou budovou BKUK, která je nyní Galerií umění Kosova.
V roce 1944 vznikla jako Oblastní národní knihovna (srbsky Обласна народна библиотека). Název instituce se v průběhu let měnil. V roce 1956 zněl Knihovní centrum Akademie Kosova a Metochie (srbsky Библиотечки центар АКМО). Od roku 1962 se jednalo o Oblastní národní knihovnu (ve vztahu k autonomní oblasti, tj. srbsky Покрајинска народна библиотека). Jako národní a unierzitní knihovna byla známá od roku 1970, neboť v témže roce byla ustanovena Univerzita v Prištině. V souvislosti s turbuletními politickými změnami k ní byl opět přidán přídavek a Metochie v roce 1990. V roce 1999, v roce války v Kosovu byla pojmenována po Ivu Andrićovi. 
V roce 1970 byla administrativně začleněná pod Prištinskou univerzitu.
Pro rozvoj instituce přispěl svými fondy značný počet kosovskoalbánských intelektuálů a osobností, jako například Esad Mekuli.
Současnou budovu vyprojektoval chorvatský architekt Andrija Mutnjaković. Patří k jeho nejznámějším pracím. Zvažoval obdobný koncept pojetí knihovny původně pro Sarajevo. U té stavby nicméně měly být kopule větší a méně podlaží. V soutěži nicméně neuspěl. Projekt pro Prištinu vznikl přepracováním původního sarajevského. Pro hlavní město Kosova vznikl na základě telefonátu od předsedy předsednictva Svazu komunistů Kosova, který Mutnjakoviće přímo oslovil. Mutnjaković ve své době nepatřil k prominentním jugoslávským arhchitektům a neměl žádný zrealizovaný velký projekt. Projekt knihovny byl do jisté míry přizpůsoben projektu univerzitního kampusu, který také počítal s opakujícími se motivy kupolí a rastrovýmu uspořádáním budov v rozčleněných blocích.
Návrh byl připraven v roce 1971. Stavební práce byly zahájeny ještě tentýž rok a probíhaly zhruba deset let a realizovala je společnost Ramiz Sadiku. Slavnostně byla otevřena dne 25. listopadu 1982. Její podoba znepokojovala ve své době srbské nacionalisty, neboť kopule interpretovali jako tradiční albánskou pokrývku hlavy (qeleshe) a jako symbol albánského nacionalismu v Kosovu. Podle jiné interpretace se zde prolínají architektonické prvky Pećského kláštera a hammamu v Prizrenu, což má naopak symbolizova smíření mezi národy. Oficiálním názvem stylu byl nový regionalismus., ale který nebyl nikdy dokončen.
Během 90. let 20. století byla budova využívána pro přijetí uprchlíků z Bosny a Hercegoviny, kteří utíkali před válkou. 
Technický stav unikátní budovy, která je jedním ze symbolů moderní architektury v Prištině, se zhoršil během války v Kosovu. Exteriér stavby nebyl tolik poničen, naopak těžké rány utrpěl vnitřek stavby. Knižní fond, ale i interiér stavby byly těžce poškozeny. Jugoslávská armáda využívala budovu jako své velitelské centrum. Materiály v knihovně byly rozkradeny, vybavení z čítárny zničeno a původní katalog knihovny přemístěn do suterénu. Po skončení války probíhaly celý týden odminovávací práce jednotkami KFOR.
Následně se objevil značný zájem na opravu budovy a její navrácení do původního stavu a poskytování služeb na úrovni, která byla typická do vypuknutí války. Toto bylo uskutečněno za pomoci odborné skupiny, kterou tvořili zástupci UNESCO, OBSE, německé umělecké iniciativy, Reiffeisen banky a dalších. Mezi jedním z dlouhodobých projektů knihovny v 21. století patří digitalizace jejího fondu. Celkově nejvíce digitalizovanými materiály jsou vzácné knihy (49 %), fotografie (44 %), rukopisy (39 %), monografie (35 %), noty (30 %), noviny (9 %) a mapy (1 %).
V roce 2012 byla z rozhodnutí Hashima Thaçiho pojmenována podle Pjetëra Bogdaniho. Tento název knihovna používá dosud.
V 2. dekádě 21. století byla budova knihovny jako symbol jugoslávského brutalismu představena na výstavě Toward a Concrete Utopia Muzea moderního umění v New Yorku. To vyvolalo zájem o budovu na mezinárodní scéně. Ta následně získala mezinárodní grant pro konzervatorské práce, takže by měla být zachráněna před chátráním a obnovena do původní podoby. Konzervační práce odhalily, že objekt je relativně v dobrém stavu, ačkoliv do něj v některých místech zatéká. Rovněž poukázaly na nezbytnost výměny celé střechy a osvětlení uvnitř budovy.

## Popis budovy
Budova, která měla být ve své době ukázkou moderní architektury, jakou dokázala Jugoslávie nabídnout, však vznikla i s ohledem na kulturní tradice Byzantské říše a Osmanské říše. Jednotlivé pavilony knihovny mají vlastní kupole (celkem jich je 74). Kopule odkazují na tradice islámské i pravoslavné kultury, které byly pro definici Kosova klíčové. Samu stavbu obepíná dekorativní mříž, která byla vyrobena v závodu v chorvatské Krapině. Mříž má odkazovat na obdobné, které byly použity např. u Barevné mešity v Tetovu nebo pećského kláštera v Kosovu. Je z hliníku. Mutnjaković původně zvažoval jiné materiály, ale nakonec byl přemluven a rozhodl se pro hliník. Jednotlivých trojúhelníků je na fasádě téměř sto tisíc.
Barvy, které se uplatnily v interiéru především, jsou bílá a různé odstíny hnědé, připomínající bronz. Nápadné jsou například mramorové podlahy. Až na kupole, které byly vyrobeny závodem v Hamburku byly všechny použité materiály původem z tehdejší Jugoslávie. Židle v auditoriu byly vyrobeny v závodu v Uroševaci (Ferizaj). V interiéru se opět opakuje motiv kruhu ve čtverci (připomínající někdy i obklady v pražském metru). Použit je také symbol ilyrské spirály, který se objevuje v řadě historických materiálů.
Unikátní budova je v Kosovu jedinčená. Britský deník The Guardian ji označil za jednu z nejošklivějších budov na světě. S tímto názorem nesouhlasili nicméně kosovští architekti a historici architektury.
Knihovna má dvě velké čítárny (300 a 100 míst k sezení), posluchárnu se 150 místy a konferenční sál se 75 místy. Budova má čtyři podlaží o ploše 16 500 m², z toho 13 500 m² užitné plochy. Dvě podzemní podlaží slouží jako depozitář knih, tam se nachází velká část veřejnosti nepřístupných materiálů. Největší posluchárny a místnosti se nacházejí v přízemí a v prvním patře; druhé patro je určené pro specializované prostory. Horní patra budovy nejsou veřejnosti přístupná a slouží pro vědeckou činnost.
Protože byla budova zasazena do svahu, je rozdělení na patra atypické, stavba je v jedné části rozdělena a jednotlivá poschodí jsou oproti sobě posunutá.
Budova knihovny slouží mimo jiné k výstavám, přednáškám a dalším kulturním aktivitám.
Budova je evidována jako kulturní památka v Kosovu pod ev. č. 3639.

## Knihovnická spolupráce a fond
Národní a univerzitní knihovna je odpovědná za koordinaci velkého množství knihoven na území Kosova. Poskytuje informace a tituly pro vysoké školy a vědu a výzkum a přístup k různým sadám dat. Má téměř dva miliony titulů, 382 tisíc z toho jsou knihy, 280 tisíc jsou časopisy, 984 tisí noviny a 241 tisíc další publikace. V letech 2004 až 2009, i přes obtížnou poválečnou situaci, byl fond knihovny rozšířen o 30 000 nových titulů. Národní knihovna Kosova používá tři mezinárodní katalogové standardy. Standard ISNC AACR2 , standard IFLA ISBD a standard MARC 21.
Mety dvou milionů titulů dosáhla knihovna v roce 2013. Do fondu patří i řada starých velmi hodnotných knih, starých novin a časopisů, albánské rukopisy psané v latince, řeckém písmu i arabském písmu. Bohatá je místní sbírka map, fotografií a dalších dokumentů. Nejstarší kniha, kterou knihovna disponuje, je Historia de vita et gestis Scanderbegi Epirotarum sepsaná v latině. 
V rámci této knihovny působí i několik menších institucí. Přítomný je zde American Corner, knihovna současného umění, knihovna NATO, hudební knihovna, knihovna pro nevidomé a další. Knihovna je přístupná veřejnosti. Ročně ji navštíví okolo 5000 uživatelů, což z ní činí jednu z nejnavštěvovanějších knihoven na území Kosova. 